# Nycteris major
Nycteris major is een zoogdier uit de familie van de spleetneusvleermuizen (Nycteridae). De wetenschappelijke naam van de soort werd voor het eerst geldig gepubliceerd door K. Andersen in 1912.